# Gefecht bei Schweinschädel
Custozza – Hühnerwasser – Podol – Nachod – Trautenau – Langensalza – Skalitz – Münchengrätz – Gitschin – Königinhof – Schweinschädel – Königgrätz – Dermbach – Kissingen – Mainfeldzug – Frohnhofen – Aschaffenburg – Lissa – Bezzecca – Blumenau – Hundheim – Tauberbischofsheim – Werbach – Helmstadt – Gerchsheim – Uettingen/Roßbrunn
Das Gefecht bei Schweinschädel (tschechisch Bitva u Svinišťan) fand während des Deutschen Krieges zwischen Preußen und Österreich am 29. Juni 1866 statt. Das IV. Armee-Korps der österreichischen Armee unter Feldmarschallleutnant Tassilo Festetics versuchte, den Vormarsch der preußischen Zweiten Armee unter Kronprinz Friedrich aufzuhalten, wurde dabei aber vom Vierten Armeekorps unter General der Infanterie von Steinmetz geschlagen und musste sich zurückziehen.

## Ausgangslage
Die drei preußischen Armeen waren von unterschiedlichen Seiten und durch das Riesengebirge getrennt nach Böhmen einmarschiert. Während der preußische Generalstabschef Moltke die Vereinigung seiner Armeen erreichen wollte, versuchte der österreichische Oberkommandierende Feldzeugmeister Benedek, seinen vermeintlichen Vorteil der inneren Linie auszunutzen, um sich mit der Sächsischen Armee zu vereinigen und die Erste Armee unter Friedrich Karl getrennt von den anderen Armeen zu schlagen. Nach der Schlacht bei Skalitz war die Zweite Armee in den Rücken des Österreichischen Heeres gelangt, was eine grundlegende Umgruppierung durch Benedek erforderte.
Am 29. Juni 1866 plante Benedek einen Rückzug in Richtung Königgrätz. Um dies sicherzustellen, sollte Festetics mit seinem IV. Armee-Korps die Zweite Armee aufhalten. Während ein Teil sich in Königinhof gegen das Preußische Gardekorps stellen sollte, sollte ein anderer Teil Steinmetz’ Vormarsch verzögern.

## Vormarsch auf Schweinschädel
Aufklärungspatrouillen der Österreicher ergaben am 29. Juni 1866, dass sich die Garde noch bei Praußnitz und das V. Korps bei Skalitz befanden. Das VI. Armee-Korps unter Louis von Mutius stand noch dahinter auf dem Weg über Náchod, seine erste Brigade wurde anfangs dem V. Korps zugeteilt. Steinmetz musste seinen Truppen nach dem Marsch durch das Gebirge und zwei schweren Gefechten eine Pause gewähren und brach erst gegen 14:00 Uhr auf. Dazu erließ er folgenden Marschbefehl:

„Das V. Armee-Korps mit dem Detachement des General-Majors von Hoffmann wird heute den Marsch auf Gradlitz fortsetzen. Die Avantgarde (unter besonderem Befehl des Generalleutnants von Kirchbach) bricht um 2 Uhr Nachmittags auf, geht bei Zlic über die Aupa nach Ratiboritz, von da über Westec und Westernec, um den linken Flügel der feindlichen Vorpostenkette hinter dem Abschnitt Trebesnow-Miskoles zu tournieren, klärt in der rechten Flanke gleichzeitig das Terrain gegen Horicka auf und gewinnt die Straße Chawalkowic-Gradlitz. Das Gros, die Reserve-Artillerie und der General von Hoffmann folgen dem Generalleutnant von Kirchbach.“

## Gefecht
Aus diesem Vormarsch heraus entwickelten sich die ersten Artilleriegefechte mit den bei Schweinschädel aufgestellten österreichischen Batterien. Obwohl er keinen Kampf mit überlegenen gegnerischen Truppen führen und nur eine Verzögerung erreichen sollte, wollte Festetics jedoch seine Position nicht ohne Kampf räumen, um die Moral seiner Truppen nicht zu schwächen. So blieben die Batterien in Position und beschossen die sich zum Angriff formierenden Preußen.
Die preußische Zehnte Division unter General von Kirchbach befahl der 19. Infanterie-Brigade unter General von Tiedemann (Grenadier-Regiment Nr. 6 und Infanterie-Regiment Nr. 46) gegen die österreichischen Batterien vorzugehen, das Achte Jäger-Bataillon hatte gegen die dortige Ziegelei anzugreifen. FML Festetics warf den Preußen die Brigade unter Oberst Poeckh (Infanterie-Regimenter Nr. 37 und 51, sowie 8. Jäger-Bataillon) entgegen. Die nicht im Gefecht stehende österreichische Brigade unter Erzherzog Josef (Infanterie-Regimenter Nr. 67 und 68, sowie 30. Jäger-Bataillon) war südlich von Schweinschädel zwischen dem Fluss Aupa und der Straße nach Jermer in Stellung gegangen.
Die ersten Angriffe der Preußen führten zum Eindringen in den Ort Schweinschädel, wo sie den österreichischen Verteidigern mit dem Schnellfeuer ihrer Hinterlader erhebliche Verluste beibrachten. Zur Unterstützung des Angriffs waren fünf preußische Batterien aufgefahren, die den Vormarsch der Infanterie unterstützten. Als die preußischen Regimenter weiter in den Ort eindrangen, kam es zum Kampf um einen Meierhof, welcher durch ein Bataillon des österreichischen Infanterie-Regiments Nr. 37 unter Oberstleutnant Augustin Terstyánszky verteidigt wurde. Diese Einheit leistete den Preußen über längere Zeit Widerstand, wurde dabei aber fast völlig aufgerieben oder geriet in Gefangenschaft.
General von Steinmetz ließ den weiteren Angriff abbrechen, als seine Regimenter bereits über den Ort hinausgingen. Nach Abbruch des Gefechts zog sich Festetics über die Aupa zurück und konnte sich erfolgreich von seinen Verfolgern lösen. Von Schweinschädel aus wurde der preußische Vormarsch in Richtung Gradlitz fortgesetzt.

## Verluste
Die Preußen verloren 15 Offiziere, 379 Soldaten und 15 Pferde, davon waren acht Offiziere und 77 Soldaten gefallen; die Österreicher dagegen 39 Offiziere, 1411 Soldaten (davon 320 gefangen) und 90 Pferde. Von den Gefangenen waren 120 nicht verwundet worden. Die schwersten Verluste hatte das Regiment Nr. 37 mit 1026 Mann.